# Ixodes granulatus
Ixodes granulatus este o specie de căpușe din genul Ixodes, familia Ixodidae, descrisă de Supino în anul 1897. Conform Catalogue of Life specia Ixodes granulatus nu are subspecii cunoscute.